# Богдановщина (Минская область)
Богда́новщина (бел. Багда́наўшчына) — деревня в составе Станьковского сельсовета Дзержинского района Минской области Беларуси. Деревня расположена в 16 километрах от Дзержинска, 37 километрах от Минска и 14 километрах от железнодорожной станции Негорелое.

## История
Известна с конца XVIII века, как деревня в Минском уезде Минского воеводства Великого княжества Литовского. В 1800 году — 7 дворов, 36 жителей, собственность князя Д. Радзивилла. В 1815 году — владение графа Чапского.
В середине XIX—начале XX века деревня в Станьковской волости Минского уезда Минской губернии. В 1897 году — 7 дворов, 52 жителя. В 1917 году — 12 дворов, 87 жителей.
С 9 марта 1918 года в составе провозглашённой Белорусской Народной Республики, однако фактически находилась под контролем германской военной администрации. С 1 января 1919 года в составе Советской Социалистической Республики Белоруссия, а с 27 февраля того же года в составе Литовско-Белорусской ССР, летом 1919 года деревня была занята польскими войсками, после подписания рижского мира — в составе Белорусской ССР. С 20 августа 1924 года — деревня в Станьковском сельсовете Койдановского района Минского округа. С 29 июня 1932 года в Дзержинском районе, с 31 июля 1937 года — в Минском, с 4 февраля 1939 года вновь в Дзержинском районе, с 20 февраля 1938 года — в Минской области. В 1926 году — 28 дворов, 129 жителей. В годы коллективизации организован колхоз.
В Великую Отечественную войну с 28 июля 1941 года до 7 июля 1944 года под немецко-фашистской оккупацией. Во время войны на фронте погибли 12 жителей деревни. В 1960 году — 67 жителей, в 1991 году — 12 дворов, 25 жителей. Богдановщина входила в колхоз имени Ленина.

## Население
| Численность населения (по годам) | Численность населения (по годам) | Численность населения (по годам) | Численность населения (по годам) | Численность населения (по годам) | Численность населения (по годам) | Численность населения (по годам) |
| 1800                             | 1897                             | 1917                             | 1926                             | 1960                             | 1991                             | 1999                             |
| -------------------------------- | -------------------------------- | -------------------------------- | -------------------------------- | -------------------------------- | -------------------------------- | -------------------------------- |
| 36                               | ↗ 52                             | ↗ 87                             | ↗ 129                            | ↘ 67                             | ↘ 25                             | ↘ 14                             |
| 2004                             | 2010                             | 2017                             | 2018                             | 2020                             |                                  |                                  |
| → 14                             | → 14                             | ↘ 12                             | → 12                             | ↗ 13                             |                                  |                                  |